# Mala Sestrica (Pelješki kanal)
Mala Sestrica je hrid u Korčulanskom otočju, u Pelješkom kanalu, a nalazi se oko 2 km jugoistočno od Orebića. Samo 120 metara zapadno nalazi se susjedni otočić Velika Sestrica, a često ih zajednički nazivaju (Tri) Sestrice.
Površine je 6.618 m2, a iz mora se uzdiže oko 3 metra.

## Vanjske poveznice
|  | Zajednički poslužitelj ima još gradiva o temi Mala Sestrica (Pelješki kanal) |